# 維克托里夫卡 (希里亞葉韋區)
47°29′11″N 30°18′21″E / 47.48639°N 30.30583°E
維克托里夫卡是位於烏克蘭西南部的村莊，由敖德萨州贝雷济夫卡区的舊馬亞基市鎮負責管轄。該村始建於1795年，面積2.74平方公里，海拔高度56米，2001年人口798，人口密度每平方公里291.24人。

## 來源
1. ↑  . 北京: 中国地图出版社. 2023. ISBN 9787520431699.